# Застава Мађарске
Застава Мађарске је хоризонтална црвено-бело-зелена тробојка. Хоризонтална тробојка је усвојена током револуције 1848. Црвена боја симболише снагу, бела верност, а зелена наду.
До 1945. грб краљевске круне је био смештен у центру заставе. Током комунистичког периода, грб са црвеном звездом је налазио се у центру заставе. Током побуне 1956. грб је скинут са заставе и стога је празна тробојка постала симбол устанка.